# Cuno Hofer
Cuno Hofer (* 9. Juni 1886 in Genua; † 9. Januar 1931 in St. Moritz) war ein Schweizer Jurist und Schriftsteller.

## Leben
Cuno Hofer wuchs im Ausland auf und kam erst als Fünfzehnjähriger in die Schweiz. Er studierte nach der Matura Rechtswissenschaft an den Universitäten in Berlin,
Bonn und Zürich, wo er 1910 zum Doktor der Rechte promovierte. Anschließend war er im diplomatischen Dienst der Schweiz tätig, lehrte als Privatdozent für Völkerrecht an der Universität Genf und gab die Monatszeitschrift Schweizerland heraus. Ab 1917 verarbeitete er seine Sicht des Ersten Weltkriegs in essayistischer und dichterischer Form. Nach seiner Heirat mit der ungarischen Gräfin Dessewffy lebte Hofer ab 1919 auf Schloss Bencsellö in Ungarn. Dort verfasste er auch den Entwicklungsroman Meine Geschichte und die meiner Gäste, der stark autobiografische Züge trägt. – Hofer fiel Anfang 1931 in einem Hotel in St. Moritz einem Eifersuchtsdrama zum Opfer, als die Engländerin Simone Boulter ihn mit einer Pistole erschoss.

## Werke
- Der Schadenersatz im Landkriegsrecht, Zürich 1910 (Diss. Zürich 1910)
- L'influence de J.-J. Rousseau sur le droit de la guerre, Genève [u. a.] 1916 (Vorlesung zur Erlangung der Venia legendi, Genf 1914)
- Die Keime des Großen Krieges, Zürich 1917
- Die politische Stellung der Schweiz zum Ausland, Bern 1917
- Der Ausbruch des Großen Krieges, Zürich 1919
- Das Spiel der Hölle, Leipzig 1922
- Das Nachspiel der Hölle, Leipzig 1923
- Meine Geschichte und die meiner Gäste, Wien 1929